# Стјепан Врбанчић
Стјепан Врбанчић (Загреб , 29. новембар 1900 — Загреб, 12. децембар 1988) је бивши играч ХАШК-а, Конкордије и југословенски фудбалски репрезентативац.

## Каријера
Каријеру је почео у ХАШК-у из Загреба, где је играо од 1918. до 1926. Из ХАШК-а 1926. године прелази у Конкордију, где је играо од 1926. до 1935, са којом је освојио два пута првенство Југославије (1930. и 1931/32.). Поред тога играо је и за селекцију Загреба, за коју је одиграо 16 утакмица.

## Репрезентација
За национални тим Југославије је дебитовао 28. јуна 1922. у мечу против Чехословачке у Загребу, када је репрезентација Југославије победивши 4:3 забележила прву победу у историји. Последњи меч за репрезентацију Врбанчић је одиграо 10. априла 1927. године у Будимпешти, на мечу против селекције Мађарске, када је Југославија изгубила са 3:0. Играо је и на утакмици против Пољске 3. јуна 1923. у Кракову, када је национални тим Југославије савладавши Пољску са 2:1 забележио своју прву победу у гостима. Такође је одиграо и једну утакмицу на Летњим олимпијским играма 1924. у Паризу, а играо је за Југославију и на утакмици 26. маја 1924. против Уругваја (0:7).  Укупно је одиграо 12 утакмица за репрезентацију Југославије.

## Успеси
Првенство Југославије: (2)
- 1930, 1931/32 (оба са Конкордијом)

Другопласирани на првенству Југославије: (1)
- 1930/31 (Конкордија)